# Hipocampo (satélite)
Hipocampo é um pequeno satélite natural do planeta Netuno que foi descoberto em 2013. A lua é tão pequena que não foi observada pela sonda espacial Voyager 2 que passou por Netuno em 1989. Mark R. Showalter do Instituto SETI a descobriu em julho de 2013 analisando fotografias arquivadas de Netuno tiradas pelo Telescópio Espacial Hubble de 2004 a 2009. Hipocampo completa uma revolução completa ao redor de Netuno a cada 22 horas e 28,1 minutos.

## Descoberta
Showalter examinava fotografias dos anéis de Netuno, tiradas pelo Telescópio Espacial Hubble (HST) em 2009 utilizando de uma técnica panorâmica para compensar o movimento orbital. Em 1 de Julho de 2013, depois de decidir "por capricho" expandir sua área de pesquisa para anéis planetários, ele encontrou um ponto que aparecia em vários imagens. Ele, então, encontrou o satélite em outras imagens no arquivo do Hubble que datavam de 2004. A Voyager 2, que tinha observado todos os outros satélites internos de Netuno, não detectou a lua durante o seu sobrevôo em 1989, provavelmente porque Hipocampo está muito distante para ser observada nas fotos de maior exposição, reservadas para o estudo da região dos anéis do planeta. Tendo em conta que as imagens da descoberta estão há muito tempo disponíveis para o público, a lua poderia ter sido encontrada por qualquer pessoa.
Hipocampo é a décima quarta lua conhecida de Netuno, e a primeira lua de Netuno descoberta a ser anunciada desde setembro de 2003.

## Origem
A órbita de Hipocampo está a apenas 12 000 km para dentro da órbita de Proteu, a maior das luas internas de Netuno. Essa proximidade levou à hipótese de que Hipocampo se formou a partir de fragmentos lançados por um grande impacto em Proteu, evidenciado por um grande cratera na sua superfície. Hipocampo provavelmente esteve ainda mais perto de Proteu no passado, já que as interações de maré com Netuno fizeram Proteu gradualmente migrar para longe do planeta. Esse cenário é consistente com a história perturbada do sistema de satélites de Netuno, em que os satélites originais foram destruídos pela captura de Tritão, e os satélites atuais são o resultado de acreção e colisão entre os detritos.

## Propriedades físicas
Supõe-se que Hipocampo seja parecido com os outros satélites internos de Netuno, tendo uma superfície escura como "asfalto sujo". Seus albedos geométricos variam de 0,07 a 0,10. Assumindo um albedo de 0,09 para Hipocampo, um diâmetro médio de 34 quilômetros foi estimado, tornando-a a menor lua conhecida de Netuno. Sua massa é estimada em aproximadamente um milésimo da massa de Proteu, ou cerca de 5×1016 kg.

## Propriedades orbitais

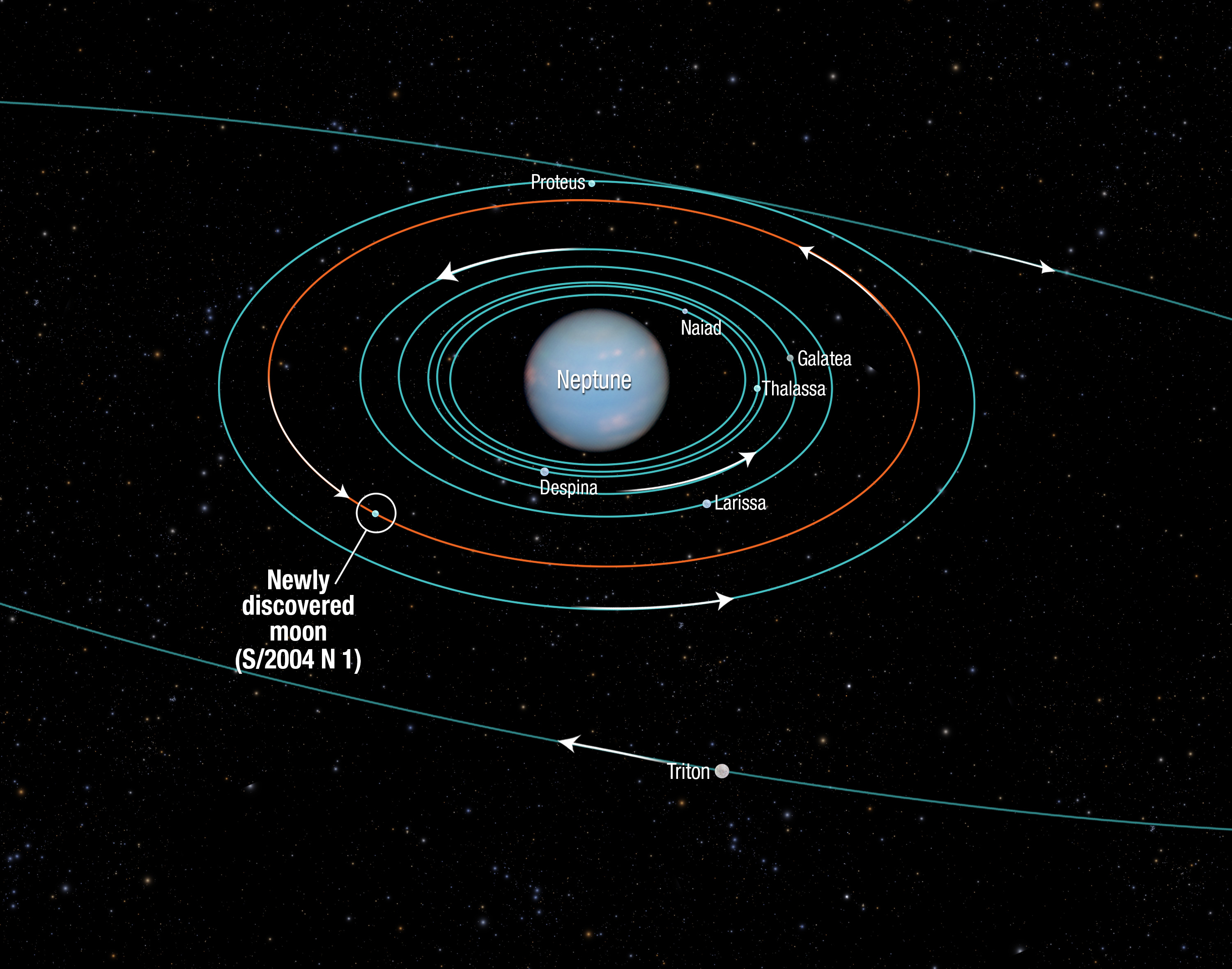
Diagrama das órbitas das luas de Netuno interiores à Tritão, com a órbita de Hipocampo em destaque.

O período orbital de Hipocampo é de 0,9362 dias, o que através da terceira lei de Kepler implica um semi-eixo maior de 105 283 km, pouco mais que um quarto da distância entre a Terra e a Lua, e cerca de duas vezes o raio médio dos anéis de Netuno. Tanto a sua inclinação como a sua excentricidade estão próximos de zero. Ele orbita entre Larissa e Proteu, tornando-se o segundo mais externo dos satélites regulares de Netuno. Seu pequeno tamanho neste local contraria uma tendência entre os outros satélites netunianos regulares de diâmetro crescente com o aumento da distância à Netuno.
Os períodos de Larissa, Hipocampo e Proteu estão dentro de cerca de 1% da ressonância orbital 3:5:6[carece de fontes?].

## Nome
A equipe de descoberta teve que enviar uma proposta de nome para a União Astronômica Internacional baseado em alguma figura da mitologia greco-romana que possua relação com Posidão/Netuno, o deus dos mares, de acordo com os nomes das outras luas de Netuno. Em fevereiro de 2019, foi divulgado que a União Astronômica Internacional aprovou o nome Hipocampo para a lua, em referência à criatura marinha da mitologia grega.